# Majalengka
Majalengka is een plaats in West-Java in Indonesië met als bijnaam stad van de wind. Het is de hoofdstad van het gelijknamige regentschap Majalengka